# プレイム
プレイム（PLAYM）は有限会社プレイムのアダルトゲームブランド。有限会社プレイムは元Leafのシナリオライターの髙橋龍也と、原画家の水無月徹らが設立したゲームソフト製作・販売会社であった。2009年4月、親会社ビジュアルアーツの馬場隆博社長により、非公式ではあるが会社解散が公表されている。

## 作品リスト
ゲーム
- リアライズ
- レイナナ

音楽CD
- リアライズ Original Sound Tracks
- レイナナ Original Sound Tracks

## 主な制作スタッフ
- シナリオ
  - 髙橋龍也
- 原画
  - 水無月徹
- グラフィック
  - ろみゅ